# ETR 410
L'A/ETR 410 est un train pendulaire - Pendolino - à grande vitesse, conçu et fabriqué par le constructeur italien Fiat Ferroviaria dans les années 1980.

## Prototype
Ce train révolutionnaire à l'époque, dérive de la gamme ETR 460.
L'apparition de l'ETR 410 et son projet de mise en service sur de nombreux réseaux étrangers dont les lignes n'étaient pas toutes électrifiées, dont la DB et les FFS-CFF, remonte à 1988. La configuration de la rame comprend deux ou trois voitures à pendulation active selon le brevet Fiat Ferroviaria Pendolino.
Le train peut atteindre une vitesse maximale commerciale de 220 km/h grâce aux groupes propulseurs électriques répartis sur toute la rame, alimentés en courant continu par des groupes diesels autonomes. 
Ce prototype construit à Savillan et homologué ne fera pas l'objet d'une fabrication en série et sera abandonné.

## Version spécifique
En 1992 Fiat Ferroviaria livra 20 exemplaires d'une version spécifique, commandée par la DB, du Pendolino. Cette version diesel-électrique comporte une face avant très différente de l'original italien. Ne disposant que de deux voitures, ces rames offrent la possibilité d'accouplement multiple. 
Utilisées sur la ligne Nurimberg, Hof, Bayereuth, Weiden et Furth im Wald, les rames allemandes utilisent un moteur turbodiesel intercooler de 485 kW par motrice et un générateur synchrone triphasé de 460 kVA qui alimente les trois moteurs de 250 kW. 
Cette version se dévoila très économique et fiable, aux dires des DB, et permit de mieux utiliser les systèmes de freinage électrique au lieu des freins mécaniques.
La version allemande donna entière satisfaction et fut suivie d'autres commandes de DB à Fiat Ferroviaria pour les versions suivantes. 
Les temps de trajet sur cette ligne ont pu être réduits de plus de 25 %, ce qui permit d'augmenter le trafic sur la ligne de 40 %.